# ماهی‌گیرک تاج‌دار اسکریپس
 ماهی‌گیرک تاج‌دار اسکریپس (نام علمی: Synthliboramphus scrippsi) نام یک گونه از سرده ماهی‌گیرک تاج‌دار است.